# Place de la Victoire (Barnaoul)
La place de la Victoire (en russe : Площадь Победы) est une place de la ville de Barnaoul, en Russie.